# إيرنستو خيمينيث كاباييرو
إيرنيستو خيمينيز كاباييرو (بالإسبانية: Ernesto Giménez Caballero)‏ هو دبلوماسي وكاتب وسياسي إسباني، ولد في 2 أغسطس 1899 في إسبانيا، وتوفي في 14 مايو 1988 في إسبانيا. حزبياً، نشط في الكتائب الإسبانية التقليدية والجمعيات الدفاعية النقابية الوطنية. وقد انتخب سفير إسبانيا لدى باراغواي (1958 – 1969) وانتخب عضو المحاكم الفرانكوية ‏ (1943 – 1958).

## روابط خارجية
- إيرنيستو خيمينيز كاباييرو على موقع IMDb (الإنجليزية)
- إيرنيستو خيمينيز كاباييرو على موقع قاعدة بيانات الفيلم (الإنجليزية)